# Periphalera albicauda
Periphalera albicauda är en fjärilsart som beskrevs av Felix Bryk 1950. Periphalera albicauda ingår i släktet Periphalera och familjen tandspinnare. Inga underarter finns listade i Catalogue of Life.